# Корела, Андрей Тихонович
Андрей Тихонович Коре́ла — атаман донских казаков, сторонник Лжедмитрия I. Происходил по одним предположениям, из Курляндии, по другим из Корелы, поступив в донские казаки, он задолго до Смутного времени выделился своей храбростью и энергией.

## Атаман донских казаков
В 1593 году приезжал с Дона с вестями и грамотой в Москву к Федору Ивановичу и получил за службу 8 руб. денег и камку .
Корела был уже атаманом в 1600-1603 годах. Когда началось движение в пользу Лжедмитрия I, он обратился за помощью к донским казакам, обещая им «волю». В ноябре 1604 года донцы послали к «воскресшему» царевичу атаманов Андрея Корелу и Михаила Межакова, которые в числе около 600 человек, пошли для соединения с войсками признанного ими царевича и соединились в Чернигове.

## Осада Кром
Вместе с приверженцем Самозванца, дворянином Григорием Акинфиевым, Кореле удалось занять Кромы и выдержать осаду московских войск (1605). Воевода города Кромы, Акинфиев, соединился с Корелой и с ним решился защищать Кромы против подступившего в это время московского войска, предводимого Иваном Ивановичем Годуновым, Ф И. Мстиславским, М. Г. Салтыковым и др. Донской атаман принял деятельное участие в руководстве обороной; семидесятипятитысячное войско, имевшее 70 пушек, долго простояло под Кромами, маленьким городком, укреплённым деревянными стенами и земляными окопами и имевшим не более 5000 человек всего населения; несколько приступов было отбито, а московская артиллерия мало вредила осаждённым, потому что они спасались в вырытых по приказанию Корелы подземных «норах». Осада затянулась; в московском войске почувствовался недостаток в продовольствии и начались болезни. После внезапной смерти царя Бориса осада была совершенно прекращена; Басманов с большинством московских людей перешёл на сторону Лжедмитрия.
Из Кром Корела с донцами и другими приверженцами Самозванца направился к самой Москве, но, по-видимому, на этом походе он погиб (по данным энциклопедии Брокгауза). По данным донского историка М. П. Астапенко Корела продолжал атаманствовать до 1612 года. Хотя в Туле донцы представлялись Лжедмитрию под начальством другого атамана — Смаги Чершенского (Чертенского). Свою благосклонность к казакам Лжедмитрий I показал в Туле, приняв делегацию с Дона во главе со Смагой Чертенским «преже московских боляр».
Казаки сопровождали Лжедмитрия I и во время его торжественного въезда в столицу. С окончанием похода казаки, по словам Исаака Массы (голландского купца, автора «Краткого известия о Московии» и ряда агентурных донесений), были щедро награждены и затем возвратились в места своих старых поселений. Впрочем, герой обороны Кром атаман Карела остался в Москве, щедро тратя полученное жалованье в московских кабаках. Другой предводитель донских казаков — Постник Лунев — поступил монахом в Соловецкий монастырь.

## Внешний вид
«Корела, шелудивый маленький человек, покрытый рубцами, родом из Курляндии, — писал о нем голландец Исаак Масса. — … И за свою великую храбрость Корела еще в степи был избран этой партией казаков в атаманы, и он так вел себя в Кромах, что всякий… страшился его имени».

## Оценки Корелы
Глубокий знаток и исследователь Смуты историк Николай Костомаров отмечал: «Корела умышленно протягивал такого рода войну, он рассчитывал, что пока годуновское войско будет стоять попусту под Кромами, город за городом, земля за землею станут сдаваться Димитрию, и его сила будет возрастать без боя».
Историк С. Ф. Платонов ещё в 19 веке делал выводы: «Искусство Корелы спасло дело Самозванца и, несмотря на полное почти отсутствие польских отрядов в его казацко-стрелецком войске, он бодро готовился к походу на помощь Кромам».